# فرانکی گاوین (بوکسور)
فرانکی ریموند گاوین (زادهٔ ۲۸ سپتامبر ۱۹۸۵) یک بوکسور حرفه‌ای بریتانیایی است. او بین سال‌های ۲۰۱۲ تا ۲۰۱۴ عنوان‌های قهرمانی سبک‌وزن بریتانیا و کشورهای مشترک المنافع را در اختیار داشت و یک بار در سال ۲۰۱۵ برای عنوان قهرمانی سبک‌وزن IBF رقابت کرده است. به عنوان یک آماتور، گاوین در مسابقات قهرمانی جهانی سال ۲۰۰۷ مدال طلا را در بخش سبک‌وزن به دست آورد و اولین برنده انگلستان در آن رویداد شد. او همچنین طلای سبک‌وزن را در بازی‌های مشترک المنافع در سال ۲۰۰۶ به دست آورد.

## دوران آماتوری
گاوین در داخل کشور به عنوان آماتور، نماینده باشگاه بوکس هال گرین بیرمنگام بود که با آن قهرمان ABA انگلیس در سال‌های ۲۰۰۵ و ۲۰۰۷ شد. او همچنین با این باشگاه قهرمانی چهار ملت در سال ۲۰۰۵ را کسب کرد.
در سطح بین‌المللی، گاوین با شکست جووانی فرانتین از موریس به مدال طلا در بازی‌های کشورهای مشترک المنافع در سال ۲۰۰۶ در سبک‌وزن دست یافت. در آن سال، او در مسابقات قهرمانی اتحادیه اروپا با شکست مقابل دومنیکو والنتینو در نیمه نهایی برنز گرفت. گاوین از آن زمان تاکنون دو بار او را شکست داده است.
او در مسابقات قهرمانی اروپا ۲۰۰۶ به الکساندر کلیوچکو باخت.

### مسابقات قهرمانی جهان ۲۰۰۷
گاوین در مسابقات جهانی ۲۰۰۷، ابتدا رومال آمانوف، دارنده مدال نقره جهان و رقیب آذربایجانی خود را با یک ناک اوت شکست داد. او سپس با شکست دادن آلکسی تیشچنکو، فوق ستاره روسی، که چهار سال بدون شکست بود باعث بحث‌های بسیاری شد. او با این برد به فینال رسید و دومینیکو والنتینو ایتالیایی را با نتیجه ۱۹:۱۰ شکست داد.

### مسابقات جهانی آماتور ۲۰۰۷ در شیکاگو
- شکست عمر وارد (باربادوس) با نتیجه ۰:۵۰
- رامال امانوف (آذربایجان) را شکست داد با نتیجه ۲۱:۱۰
- اونور سیپال (ترکیه) را شکست داد با نتیجه ۱۶:۷
- الکسی تیچچنکو (روسیه) را شکست داد با نتیجه ۱۹:۱۰
- دومنیکو والنتینو (ایتالیا) را شکست داد با نتیجه ۱۸:۱۰

او در وزن خود و در مسابقات اتحادیه اروپا در سال ۲۰۰۸ در لهستان قهرمان شد. تا سال ۲۰۰۷، او در ۱۰۰ مسابقه از ۱۲۱ مسابقه آماتور خود برنده شده است.

### بازی‌های المپیک تابستانی سال ۲۰۰۸
گاوین بهترین امید بریتانیای برای کسب مدال بوکس در بازی‌های المپیک تابستانی ۲۰۰۸ بود، اما نتوانست به وزن کشی برسد و بنابراین قادر به رقابت نبود.

## فعالیت حرفه‌ای
در اکتبر ۲۰۰۸، گاوین اعلام کرد که بوکسور حرفه‌ای خواهد شد. او قراردادی را با فرانک وارن امضا کرد و موافقت کرد که توسط آنتونی فارنل در منچستر آموزش ببیند. او اولین بازی حرفه‌ای خود را با بوکسورهای المپیکی، جیمز دیگال و بیلی جو ساندرز انجام داد که با ناک اوت در دور چهارم پیروز شد.
در سال ۲۰۱۰، او اولین عنوان حرفه‌ای خود را با شکست دادن مایکل کلی از شفیلد در دور پنجم برای عنوان قهرمانی سبک‌وزن ایرلند به دست آورد. او برای این عنوان واجد شرایط بود زیرا والدینش ایرلندی بودند.
در ژوئن ۲۰۱۳، گاوین با شکستن فک واسل را که قبلاً شکست ناپذیر بود، با ناک اوت در راند هفتم شکست داد. با انجام این کار، او عنوان قهرمانی هیئت کنترل بوکس بریتانیا را در وزن سبک‌وزن حفظ کرد و عنوان Vassel's Commonwealth را به دست آورد.

### نتایج
در طول فعالیت‌های خود، گاوین در مجموع توانست مدال طلای مسابقات جهانی بوکس آماتور سال ۲۰۰۷ در شیکاگو، مدال طلای بازی‌های مشترک المنافع ۲۰۰۶ در ملبورن، مدال طلای قهرمانی اروپا سال ۲۰۰۸ و مدال برنز قهرمانی اروپا سال ۲۰۰۵ را کسب کند.